# 6 Armia (II RP)

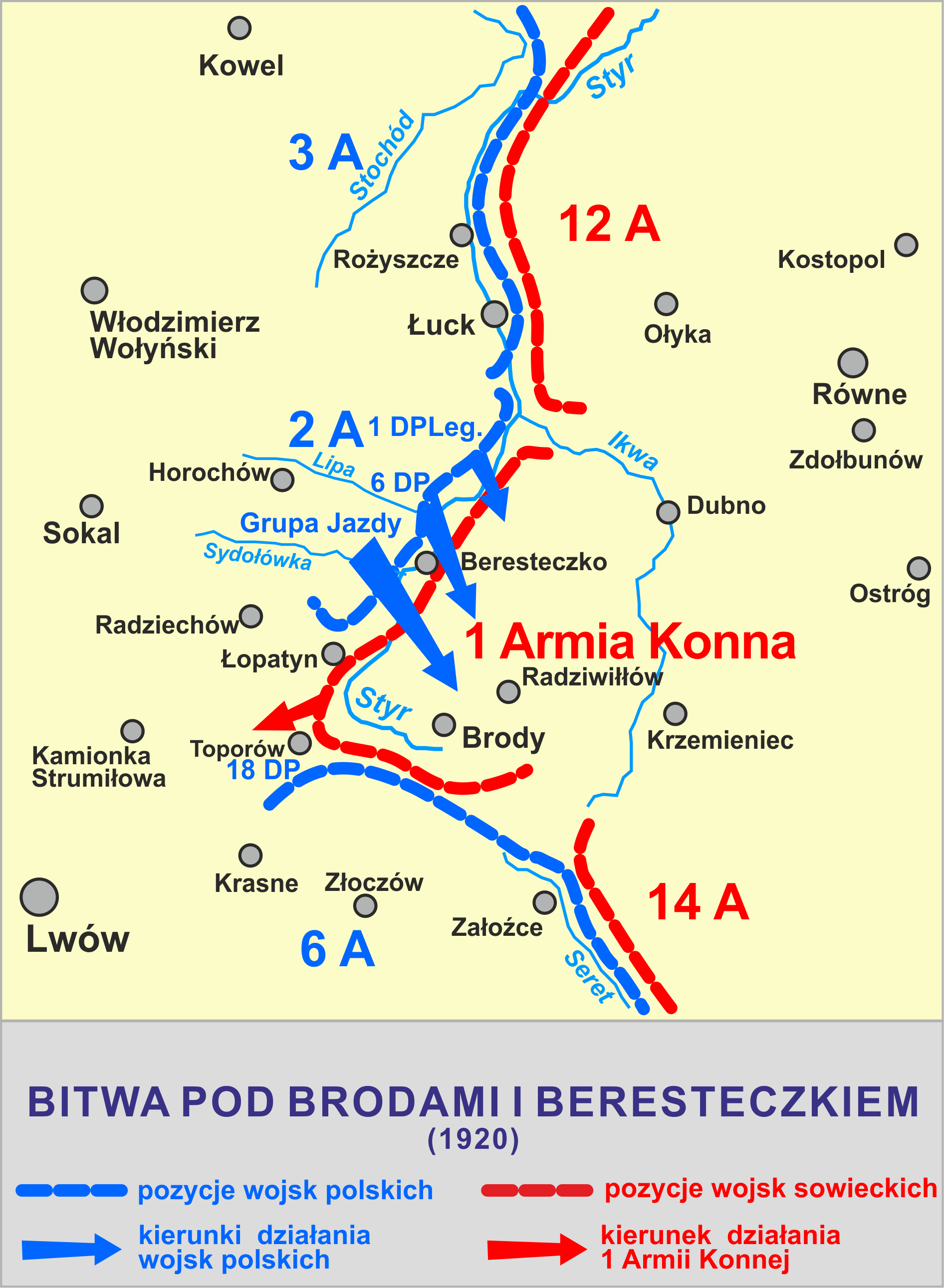
Bitwa pod Brodami

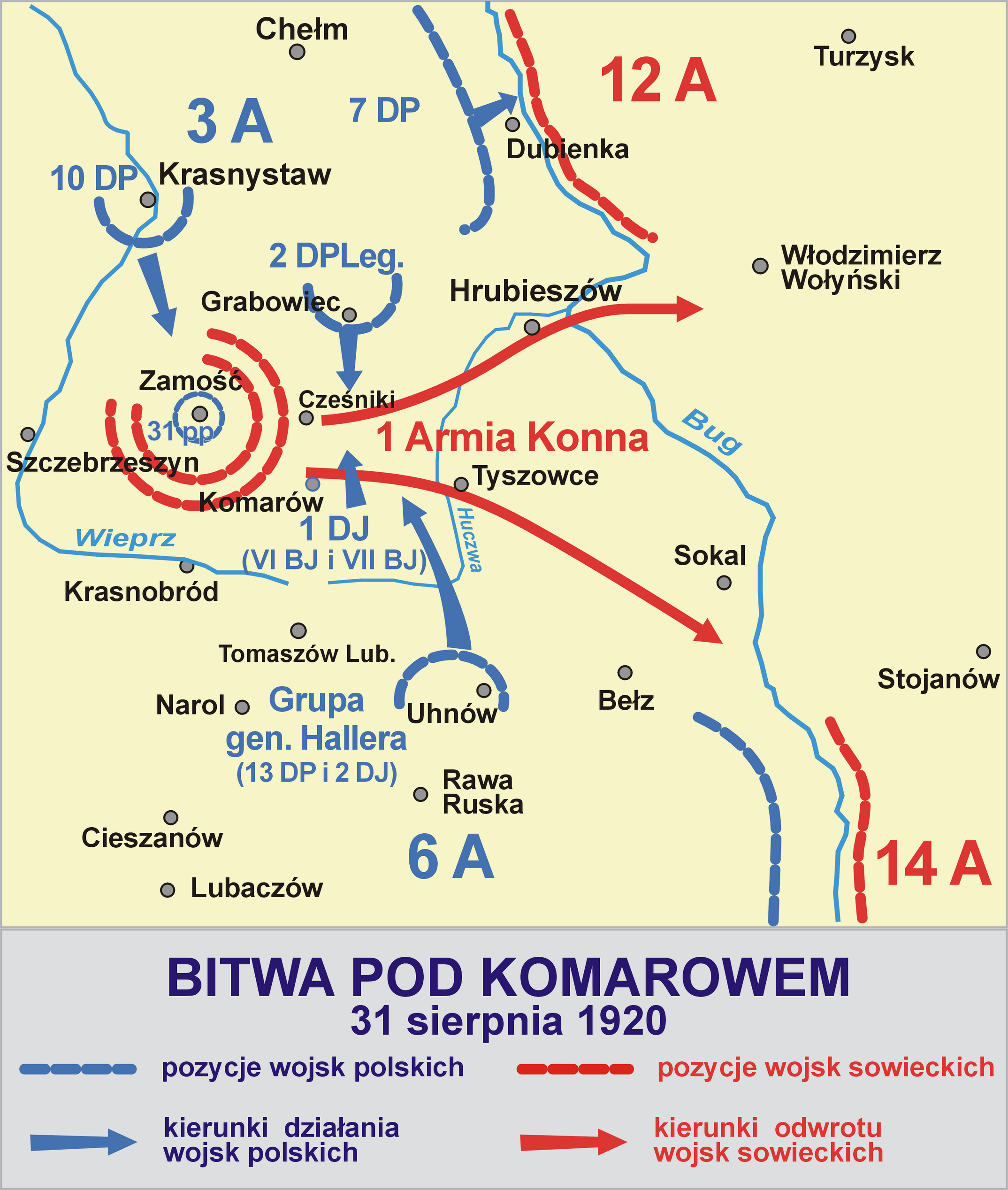
Bitwa pod Komarowem

6 Armia (6 A) – związek operacyjny Wojska Polskiego, utworzony w trakcie wojny polsko-bolszewickiej rozkazem Wodza Naczelnego Józefa Piłsudskiego z 7 marca 1920.
6 Armia Wojska Polskiego prowadziła działania przeciwko 3 armiom przeciwnika, skutecznie wiązała związki taktyczne Armii Konnej, głównej siły uderzeniowej Frontu Południowo-Zachodniego, z powodzeniem wypełniła zadanie osłony Małopolski Wschodniej, a zwłaszcza jej stolicy, bijąc pod Lwowem oraz pod Komarowem dywizje Budionnego.

## Formowanie i struktura sztabu
Odrodzone Wojsko Polskie do wiosny 1920 nie posiadało związków operacyjnych szczebla armii. W listopadzie 1918 walczące z Ukraińcami oddziały i grupy taktyczne podporządkowano Dowództwu Wojsk Polskich na Galicję Wschodnią kierowanemu początkowo przez gen. por. Tadeusza Rozwadowskiego, a od połowy marca 1919 przez gen. por. Wacława Iwaszkiewicza. 29 maja z rozwiązanego Frontu Wołyńskiego i Dowództwa „Wschód” powstał Front Galicyjsko-Wołyński gen. lwaszkiewicza. W lipcu wydzielono z niego dowództwo Frontu Wołyńskiego, a Front Galicyjsko-Wołyński przekształcono we Front Galicyjski. 2 stycznia 1920 ten ostatni przemianowano na Front Podolski. Na mocy rozkazu Naczelnego Dowództwa WP nr 1940/I z 7 marca 1920, zlikwidowano dowództwa frontów, tworząc w ich miejsce dowództwa armii, a rozkazem z Nr 1980/I z 9 marca 1920, przemianowano Front Podolski na 6 Armię. Rozkazy dotyczące utworzenia 6 Armii wchodziły w życie z dniem 1 kwietnia 1920.
W skład sztabu armii wchodziły oddziały: I organizacyjny, II informacyjny, III operacyjny, V personalny oraz szefostwa łączności, lotnictwa, inżynierii i saperów, kolejnictwa i ekspozytury żandarmerii polowej armii. Szef sztabu 6 Armii miał do dyspozycji adiutanta, ordynansa kancelaryjnego oraz dwóch ordynansów osobowych, dwóch szoferów i dwóch woźniców. Kwatermistrzostwo armii dysponowało oddziałem IV etapowym oraz szefostwami intendentury i sanitarnym, referatami sądu polowego i poczty polowej. W jego składzie byli też: naczelny lekarz weterynaryjny i duszpasterstwo. W skład dowództwa armii wchodzili także inspektorzy wyszkolenia armii i komisarz polityczny oraz kompania sztabowa i pluton taborów.

## Operacje i walki 6 Armii
Reorganizacja wojsk wiązała się z wyprawą kijowską, w której 6 Armia miała podjąć działania na południowym odcinku frontu, razem ze sprzymierzonymi oddziałami Petlury (ekwiwalent jednej brygady).

### Okres wypadów przed przedni skraj obrony
Na początku kwietnia 6 Armia obsadzała odcinek frontu przebiegający przez Podole, od granicy z Rumunią na Dniestrze po Ikwę. W okresie przed rozpoczęciem „wyprawy kijowskiej” – obie strony zachowywały się dość pasywnie, nie przeprowadzając poważniejszych akcji zaczepnych. Polskie związki taktyczne rozbijały lokalnymi wypadami koncentracje większych sił przeciwnika. Jednocześnie same przygotowywały się do ofensywy.
Dowództwo sowieckiego Frontu Południowo-Zachodniego wstrzymało działania ofensywne, nakazując prowadzenie aktywnej obrony oraz intensywnej działalności wywiadowczej, przygotowanie grupy uderzeniowej i przerzucenie na pierwszą linię brygad Ukraińskich Strzelców Siczowych. Oczekiwano przybycia Armii Konnej. Rozkaz do obrony Jegorow ponowił 15 kwietnia.
1 kwietnia jednostki 6 Armii wykonywały rozkaz operacyjny Dowództwa Frontu Podolskiego z 28 marca, mający na celu rozpoznanie i rozbicie sił nieprzyjaciela w rejonie Baru i Wołkowiniec oraz dokonanie zniszczeń na stacjach i linii kolejowej Bar-Mohylew.
W walkach po stronie 6 Armii udział wzięło osiem pułków piechoty i pułk jazdy oraz innych pięć baonów piechoty. Nie powiódł się zamiar Dowództwa 6 Armii zdobycia pociągów pancernych w rejonie stacji Komarowce, natomiast w zajętym Jełtuszkowie znaleziono spore zapasy cukru. Odparto atak sowieckiej brygady na prawym skrzydle 18 DP. Wzięto
kilkudziesięciu jeńców, armatę, ponad 20 ckm-ów, kilka koni i kilkanaście wozów, bogaty sprzęt telefoniczny. Na południe od toru kolejowego oddziały sowieckie wycofały się poza linię Jełtuszków-Michajłowce-Doliniany-Wierzbowiec zrywając styczność z jednostkami polskimi. Dowództwo 12 DP zamierzało pozostać do 2 kwietnia w Jełtuszkowie i wywieźć cały zapas cukru do Daszkowiec, jednak gen. Iwaszkiewicz nakazał natychmiastowy odwrót. Jedynie Grupa płk. Oświęcimskiego wywiozła ok. 50 ton cukru, czyli zaledwie 5 proc. spośród ok. 1000 ton, znajdujących się w cukrowni.
W następnych dniach kwietnia organizowano kolejne wypady. Siłami trzech dywizji piechoty, pułku strzelców podhalańskich i pułku jazdy (razem około 15 tys. „bagnetów” i „szabel”, 736 karabinów maszynowych, 128 dział) skutecznie walczono z oddziałami 12 i 14 Armii liczącymi w sumie około 11 000 „bagnetów” i „szabel”, ponad 500 karabinów maszynowych i 100 dział. Najbardziej zacięte walki miały miejsce na przełomie pierwszej i drugiej dekady kwietnia. Strona polska utrzymała pozycje, a przeciwnikowi nie powiódł się zamiar zdobycia rejonu Kamieńca Podolskiego.

### Wyprawa kijowska
Naprzeciwko pozycji armii stała 14 Armia Uborewicza, w składzie: 41, 45 i 60 DS, I SBK i III Brygada Galicyjska CzUHA, która 24 kwietnia zbuntowała się i okopała się koło stacji Mytki. Sama operacja rozpoczęła się rankiem 25 kwietnia, lecz sama 6 Armia tylko wiązała siły wroga. Ruszyła, dopiero gdy 14 A rozpoczęła odwrót związany z niepowodzeniami na zachód od Kijowa. W tym czasie 18 DP wykorzystała lukę po buncie II Brygady Halickiej i zajęła Winnicę, 12 DP Żmerynkę, a sojuszniczy Ukraińcy Mohylów.
W dniach 28–30 kwietnia wojska polskie podjęły kolejne natarcie. 6 Armia przesunęła się na odcinek Gniewań nad Bohem-Murafa nad Murafą, oraz obsadziły dolny nurt tej rzeki po ujście do Dniestru (gdzie znajdowały się zaprzyjaźnione wojska rumuńskie). Wówczas 14 Armia skupiła się w rejonie odcinka Boh-Dniestr. Ponadto wojska radzieckie w rejonie Kijowa (12 Armia) zdecydowały o wycofaniu się z miasta, a resztki 47 i 58 DS i 17 DK, znajdujące się w Białej Cerkwi przekazano Uborewiczowi.
Na początku maja na froncie polsko-bolszewickim panował zastój. Dopiero w nocy z 5 na 6 maja rozpoczęło się natarcie na Kijów, zakończone 7 maja wkroczeniem bez walki do miasta. Wówczas 2. i 6 Armia zaczęły zbierać siły do uderzeń zaczepnych na południowym odcinku frontu, dokąd przybywały pierwsze oddziały 1 Armii Konnej Budionnego. Ostatecznie jednak do końca maja trwał względny spokój, a pozycje 6 Armii przebiegały wzdłuż linii Jaruga-Bracław-Lipowiec.

### Obrona i odwrót
27 maja inicjatywę przejęła Armia Czerwona, atakując polskie pozycje wokół Kijowa i okolic na południe od niego. Dokonało się to w chwili niekorzystnej dla Polaków, gdyż 25 maja zreorganizowano wojska na ukraińskim teatrze działań, rozwiązując 2 Armię, jej jednostki przekazano 3. i 6. armii, które włączono w skład Frontu Ukraińskiego. To właśnie na styku tych formacji, na linii Lipowiec-Samhorodek obsadzonej 13 DP spadło uderzenie 6 Dywizji Kawalerii Armii Konnej. Doprowadziło to do ciężkich i zażartych pięciodniowych walk, w których ostatecznie uczestniczyły: 13 DP i 1 DJ, wzmocnione kilkoma batalionami z odwodów Frontu Ukraińskiego oraz cała armia Budionnego (4, 6, 11 i 14 DK). Mimo początkowych klęsk (doszczętne wybicie 28 maja dwóch batalionów) ostatecznie wojska polskie osiągnęły sukces, okupiony jednak zużyciem odwodów.
5 czerwca Konarmia zaatakowała ponownie, tym razem zmieniając taktykę – tym razem miała dokonywać pozorowanych ataków oraz koncentrować siły w określonych punkcie. Takim był Samhorodek, będący na styku dwóch armii. W wyniku tego 1 AK dostała się na tyły polskie, zagrażając całemu Frontowi Ukraińskiemu. Mimo zagrożenia, formacja Iwaszkiewicza odniosła sukces w walce z 14 A pod Hajsynem, odtwarzając tym samym linię frontu. Nie zmniejszyło to zagrożenia, tym samym polskie jednostki rozpoczęły odwrót. W jego wyniku 6 Armia utraciła Winnicę i Murafę oraz toczyła walki pod Żmerynką.
10 czerwca Naczelne Dowództwo wydało rozkaz wycofania 6 Armii na linię Koziatyn–Winnica–Żmerynka–Mohylew, na pozycje osłaniające linię kolejową Żmerynka–Koziatyn. Węzeł kolejowy w Koziatynie miał być silnie trzymany przez 13 DP, 18 DP miała obsadzić odcinek Stare Pryłuki–Winnica, 12 DP rejon Żmerynki, dalej na południe po Dniestr oddziały ukraińskie. Nakazane rejony należało zająć najdalej do 16 czerwca. Sam odwrót miał być wykonany stopniowo i niepostrzeżenie dla przeciwnika. Dowództwu 6 Armii nakazano również porozumienie się z gen. Pawlenką odnośnie do przesunięcia jego jednostek. Nakazano bezzwłoczne rozpoczęcie prac fortyfikacyjnych na nowym odcinku z włączeniem do nich ludności cywilnej.
Wobec niepowodzeń dowództwo polskie zdecydowało reaktywować 2 Armię, w której skład weszła wydzielona z 6 A 5 DP. Mimo sukcesów przez nią osiągniętych, Iwaszkiewicz 20 czerwca utracił Żmerynkę, a 28 czerwca powstał wyłom między armiami, zwiększony faktem cofnięcia linii 2. armii o 50 km w stosunku do innych formacji. Jednak nowy dowódca Frontu, gen. por. Edward Rydz-Śmigły postanowił skorzystać z sytuacji i przy okrążyć Budionnego 2 A i przy oskrzydleniu przez 1 DPLeg. (3 A) i 18 DP, która miała uderzyć na Równe i 30 czerwca doszło do walk spotkaniowych koło Hrycowa, które ostatecznie poprawiły sytuację 2 Armii. W tej sytuacji dowództwo sowieckiego Frontu Południowo-Zachodniego (12 A, 14 A i 1 AK) zdecydowało o użyciu przeciwko dywizji gen. por. Krajowskiego 45 DS wspomaganej przez brygadę kawalerii. Do starcia doszło w okolicach Zasławia i zakończyły się zwycięstwem polskim i czasowym zdobyciem Hrycowa, który dopiero 3 lipca został ostatecznie zdobyty.
W tym samym czasie na prawej linii wojsk 6 Armii (28 czerwca stanowisko dowódcy 6 Armii objął gen. Jan Romer. Gen. Iwaszkiewicz udał się na urlop.) doszło do przerwania frontu w rejonie Baru przez 60 DS i wejścia na tyły wojsk polskich przez 8 DK w Płoskirowie, co doprowadziło do rozpoczęcia odwrotu na Zbrucz. 4 lipca 2 Armia utraciła Równe, mimo to 5 lipca 18 DP zdobyła Zasław i połączyła się z XX BP z 5 DP z tejże armii. Następnie 8/9 lipca grupa gen. Krajowskiego rozpoczęła odwrót na Krzemieniec, w którym była bezskutecznie atakowana przez 11, 8 i 14 DK i 45 DS. Położenie 18. dywizji poprawiło się 10 lipca, gdy Budionny wezwał 14 DK w rejon Równego.
Od tej pory głównym zadaniem 6 Armii była obrona Zbrucza (większość sił) i Ikwy (18 DP). 12 lipca wojska Frontu Południowo-Zachodniego ponownie zaatakowały: 14 A na Zbrucz, a 11 DK na Dubno, utracone 13 lipca po kontrataku dywizji Krajowskiego. Zmusiło do Budionnego do użycia większości sił swojej armii, przez co walki pod Brodami i Podwołoczyskami trwały do 23 lipca i zakończyły się odwrotem wojsk polskich na Tarnopol. Brody utracono 27 lipca, kiedy to na pozycje 18 DP uderzyła cała Armia Konna. Doprowadziło to do utraty łączności przez dywizję i jej faktycznego przejścia w skład 2 A.

### Kontrofensywa
W związku z nowymi dyrektywami 6 Armia miała podlegać Frontowi Południowemu i swoimi siłami wiązać Konarmię, by ta nie wspomogła Tuchaczewskiego w pochodzie za Wisłę. Lecz dowództwo Frontu Południowo-Zachodniego miało inne plany – formacjami Budionnego zdobyć Lwów i przerzucić je do walki z wojskami Wrangla na Krymie. W tym celu 19 sierpnia Armia Konna ruszyła na miasto, skąd po ciężkich walkach (jak np. bitwa pod Zadwórzem) wycofała się 20 sierpnia i po naleganiach Tuchaczewskiego skierowała się na Lubelszczyznę.
26 sierpnia Budionny ruszył ponownie, przełamując pod Bełzem pozycje grupy gen. por. Hallera (13 DP i 2 DJ) i oblegając Zamość. Wpadł tam w zasadzkę 3 Armii i grupy gen. Hallera. W wyniku bitwy pod Komarowem resztki Konarmii musiały ustąpić na Hrubieszów, a 6 września, po ciężkich walkach odwrotowych przełamały front i wyszły z okrążenia. Następnie ruszyła ofensywa 3 Armii, wspomagana przez grupę gen. por. Hallera, która wzmocniona 2 DJ z Hrubieszowa parła na Łuck, zdobyty 16 września.
14 września natarcie rozpoczęła 6 Armia, uderzając na Tarnopol i w kierunku Brodów. 14 Armia z ciężkimi startami wycofała się najpierw z Tarnopola (18 września) i Jampolu (21 września), aż 24 września przekroczyła Zbrucz. Także Konarmia i 12 A próbowały stawić opór nad Horyniem i później nad Słuczem oraz Uborcią, ale plany pokrzyżował im Korpus Jazdy gen. Rómmla, dokonując głębokiego zagonu na Korosteń. Ofensywę zakończył rozejm, wchodzący w życie 18 października. Zarówno postanowienia rozejmu, jak i traktatu ryskiego przewidywały wycofanie wojsk 6 Armii na wschód, na linię Zbrucza, przez Wołyń do Polesia. Jednak dowództwo armii rozwiązano dopiero 1 czerwca 1921, kiedy ryzyko odnowienia działań wojennych stopniało do zera.

## Ordre de Bataille 6 Armii
Pierwszy skład 6 Armii
Jednostki ogólnowojskowe
- 5 Dywizja Piechoty
- 12 Dywizja Piechoty
- 18 Dywizja Piechoty
- 4 pułk strzelców podhalańskich
- 6 pułk ułanów

Wojska łączności armii
- polowa stacja radiowa nr 2
- stała stacja radiowa „Lwów”
- kompania radiotelegraficzna parkowa
- kompania telegraficzna ciężka nr 6
- kompania telegraficzna parkowa nr 6
- stacja Hughesa
- pluton budowlany, pluton specjalny
- stacja gołębi pocztowych.

Wojska saperskie
- 6 batalion saperów

Wojska kolejowe
- I batalion wojsk kolejowych
- VI batalion wojsk kolejowych
- kompania motorowa
- pociągi pancerne „Iwaszkiewicz”, „Pionier” i „Hallerczyk”

Wojska samochodowe
- polowy dywizjon samochodowy nr 6,
  - polowa kolumna samochodów osobowych nr 6
  - kolumna sanitarna nr 75
  - kolumny samochodów ciężarowych nr 11, 20 i 86

Lotnictwo
- III grupa lotnicza
  - 5 eskadra wywiadowcza
  - 6 eskadra wywiadowcza
  - 7 eskadra myśliwska
  - III park lotniczy

Okręg Etapowy „Tarnopol”
- I, II i III Lwowski batalion etapowy
- III Kielecki batalion etapowy
- III Lubelski batalion etapowy
- III Łódzki batalion etapowy

Zmiany w składzie armii
- Dowództwo 6 Armii
- 1 Dywizja Jazdy (od 6 sierpnia)
- 2 Dywizja Jazdy (od 12 sierpnia)
- 5 Dywizja Piechoty (do 19 czerwca, od 5 lipca tylko XX BP, od 14 września cała)
- 6 Dywizja Piechoty (6 sierpnia – 14 września tylko XXII BP, od 14 września cała)
- 8 Dywizja Piechoty (od 14 września)
- 12 Dywizja Piechoty
- 13 Dywizja Piechoty (od 25 maja)
- 18 Dywizja Piechoty (do 27 lipca)
- dywizja/brygada ukraińska (do 11 listopada)
- III dywizjon lotniczy
- Stacja Zborna 6 Armii w Żmerynce[11]

## Obsada personalna dowództwa
Ważniejsze stanowiska:
| Stanowisko                | Stopień, imię i nazwisko                   | Okres pełnienia służby |
| ------------------------- | ------------------------------------------ | ---------------------- |
| dowódca armii             | gen. ppor. Wacław Iwaszkiewicz-Rudoszański | 1 IV – VIII1920        |
| dowódca armii             | gen. Jan Romer                             | 28 VI – 20 VII 1920    |
| dowódca armii             | gen. por. Władysław Jędrzejewski           | VIII 1920              |
| dowódca armii             | gen. por. Robert Lamezan-Salins            | VIII – IX 1920         |
| dowódca armii             | gen. por. Stanisław Haller                 | IX – IX 1920           |
| szef sztabu               | płk Edmund Kessler                         | IV – VIII1920          |
| szef sztabu               | płk szt.gen. Julian Stachiewicz            | 14 IX1920 – 15 V 1921  |
| kwatermistrz              | gen. ppor. Henryk Zemanek                  |                        |
| Inspektor jazdy           | ppłk Gąssowski                             | V 1920                 |
| dowódca etapów armii      | płk Franciszek Fabry                       |                        |
| szef służby łączności     | por. Juliusz Ornatowski                    | 1 IV 1920 –            |
| szef inżynierii i saperów | kpt. Norbert Rustowski                     | 1 IV 1920 –            |
| szef kolejnictwa          | kpt. inż. Władysław Gallas                 | 1 IV 1920 –            |
| szef lotnictwa            | kpt. pilot Stefan Bastyr                   | 1 IV 1920 –            |
| referent samochodowy      | kpt. Roman Misiągiewicz                    | 1 IV 1920 –            |

| Obsada personalna dowództwa 6 Armii w okresie od 1 kwietnia do 12 sierpnia 1920 |                                              |
| Stanowisko                                                                      | Stopień, imię i nazwisko                     |
| Dowódca Armii                                                                   | gen. por. Wacław Iwaszkiewicz                |
| Dowódca Armii                                                                   | wz. gen. por. Jan Romer (27 VI–22 VII)       |
| Adiutant                                                                        | por. Stanisław Imiela                        |
| Oficer ordynansowy                                                              | kpt. Paweł Juracki                           |
| Szef sztabu                                                                     | ppłk szt. gen. Edmund Kessler                |
| Adiutant                                                                        | ppor. Jan Meyer                              |
| Kwatermistrz                                                                    | płk szt. gen. Henryk Zemanek                 |
| Adiutant                                                                        | ppor. Roman Ligęza                           |
| Inspektor piechoty                                                              | ppłk Karol Blok                              |
| Inspektor artylerii                                                             | gen. ppor. Wincenty Kaczyński                |
| Inspektor artylerii                                                             | płk art. Józef I Dzięgielewski (od 20 V)     |
| Oficer inspektoratu                                                             | ppor. Jan Rehman                             |
| Oficer inspektoratu                                                             | ppor. Kazimierz Sawicki                      |
| Inspektor jazdy                                                                 | ppłk Maurycy Gąssowski (do 24 VI)            |
| Inspektor jazdy                                                                 | ppłk Włodzimierz Wołkowicki                  |
| Oficer łącznikowy NW                                                            | płk szt. gen. Karol Bołdeskuł                |
| Oficer łącznikowy NW                                                            | gen. ppor. Adam Nowotny (od 26 VII)          |
| Komisarz cywilny 6 Armii                                                        | urz. wojsk. V r. Ludwik Romocki              |
| zastępca                                                                        | Franciszek Rakoczyński (od 1 VII)            |
| Oddział I (organizacyjny)                                                       |                                              |
| Szef                                                                            | kpt. Gwido Kawiński                          |
| Sekcja organizacji i uzupełnień                                                 | ppor. Stanisław Sanetra                      |
| Sekcja OdB i stanów liczebnych                                                  | ppor. Antoni Wyszyński                       |
| Oficer sekcji                                                                   | pchor. Stefan Minasowicz                     |
| Referent wyszkolenia                                                            | por. Edmund Lewandowski                      |
| Inspektor spraw jeńców                                                          | kpt. Sylwester Strzelczyk                    |
| Inspektor spraw jeńców                                                          | kpt. Paweł Juracki                           |
| Inspektor spraw jeńców                                                          | ppłk Paweł Geissler                          |
| Referent jeńców                                                                 | ppor. Jan Lis (do 9 VIII)                    |
| Referent jeńców                                                                 | ppor. Józef Dura                             |
| Oficer oddziału                                                                 | ppor. Ferdynand Csala                        |
| Oficer oddziału                                                                 | ppor. Wincenty Zarębski                      |
| Oddział II (informacyjny)                                                       |                                              |
| Szef                                                                            | kpt. Walery Sławek (do 24 IV)                |
| Szef                                                                            | por. Władysław Włoskowicz                    |
| Sekcja defensywy                                                                | ppor. Henryk Królikowski Muszkiet            |
| Oficer sekcji                                                                   | ppor. Jerzy Skowroński                       |
| Oficer sekcji                                                                   | ppor. Ludwik Krakowski (od 5 VIII)           |
| Oficer sekcji                                                                   | ppor. Wacław Grzybowski (od 9 VIII)          |
| Referent śledczy                                                                | ppor. Piotr Stembalski                       |
| Referent inwigilacyjny                                                          | ppor. Kowalski                               |
| Referent stacji kontrolnych                                                     | ppor. Zagórowski                             |
| Sekcja ofensywy                                                                 | por. Władysław Włoskowicz (do 24 IV)         |
| Sekcja ofensywy                                                                 | ppor. Witold Wielogłowski                    |
| Referent oświatowy                                                              | ppor. Antoni Dąbrowski                       |
| Referent polityczno prasowy                                                     | ppor. Antoni Szaszkiewicz                    |
| Protokół i registratura                                                         | por. Lucjan Rehan                            |
| Oddział III (operacyjny)                                                        |                                              |
| Szef                                                                            | mjr szt. gen. Bogusław Szul-Skjóldkrona      |
| Szef                                                                            | kpt. Adam Ajdukiewicz-Brzechwa (od 3 V)      |
| Sekcja rozkazodawcza                                                            | por. Michał Stefanicki                       |
| Sekcja ewidencyjna                                                              | rtm. Ignacy Drozdowski                       |
| Oficer sekcji                                                                   | por. ad. szt. Bronisław Roganowicz           |
| Oficer gazowy                                                                   | ppor. Stanisław Krupa (do 26 VI)             |
| Nast.                                                                           | ppor. Władysław Wierzbanowski                |
| Protokół i registratura                                                         | ppor. Wojciech Marczewski                    |
| Oddział IV (etapowy)                                                            |                                              |
| Szef                                                                            | mjr Henryk Sobera                            |
| Szef                                                                            | kpt. szt. gen. Eugeniusz Kordzik (od 2 VIII) |
| Szef sekcji uzbrojenia                                                          | kpt. Cyryl Strzelczyk                        |
| Oficer zdobyczy armii                                                           | por. Wacław Kuehnel                          |
| Zastępca                                                                        | ppor. Stanisław Galiński                     |
| Szef sekcji ogólnej                                                             | por. Bolesław Krokowski                      |
| Oficer oddziału                                                                 | por. ad. szt. Emil Izydor Modrycki           |
| Oficer oddziału                                                                 | por. Peiper                                  |
| Oficer oddziału                                                                 | por. Umański                                 |
| Oficer oddziału                                                                 | ppor. Bartosz                                |
| Oficer oddziału                                                                 | ppor. Bion                                   |
| Oficer oddziału                                                                 | ppor. Czesław Dobrowolski                    |
| Oficer oddziału                                                                 | ppor. Dziubiński                             |
| Oficer oddziału                                                                 | ppor. Alfred Fliederbaum-Bzowiecki           |
| Oficer oddziału                                                                 | ppor. Klimuntowski                           |
| Oficer oddziału                                                                 | ppor. Franciszek Kraczkiewicz                |
| Oficer oddziału                                                                 | ppor. Potkel (Emil Potkaehl?)                |
| Oficer oddziału                                                                 | ppor. Tadeusz Solecki                        |
| Oficer oddziału                                                                 | ppor. Karol Staffa                           |
| Oficer oddziału                                                                 | ppor. Stanisław Steczkowski                  |
| Oficer oddziału                                                                 | ppor. Alojzy Trojanowski                     |
| Oficer oddziału                                                                 | ppor. Stanisław Trzaska                      |
| Oficer oddziału                                                                 | ppor. Ferdynand Ziomek                       |
| Oddział V (personalny)                                                          |                                              |
| Szef                                                                            | kpt. Józef Skiba                             |
| Sekcja spraw personalnych                                                       | por. Emil Dąbrowski                          |
| Oficer sekcji                                                                   | ppor. Ludwik Goetz                           |
| Oficer sekcji                                                                   | ppor. Tadeusz Makuch                         |
| Oficer sekcji                                                                   | ppor. Edward Matuszkiewicz                   |
| Sekcja służby wewnętrznej                                                       | por. Władysław Dybowski                      |
| Oficer sekcji                                                                   | ppor. Józef Dura (do 9 VI)                   |
| Protokół i registratura                                                         | urz. wojsk. XI r. Zygmunt Kozubal            |
| Redakcja rozkazów, litografia i drukarnia                                       | ppor. Marian Krajewski                       |
| Oficer do specjalnych poruczeń                                                  | ppor, Tadeusz Pliszewski                     |
| Oficer oddziału                                                                 | por. Rudolf Pommersbach                      |
| Oficer oddziału                                                                 | ppor. Jan Bojański vel Bojarski (od 2 VI)    |
| Oficer oddziału                                                                 | ppor. Józef Nowicki                          |
| Oficer oddziału                                                                 | urz. wojsk. X r. Jan Papierkowski (do 2 VI)  |
| Szef łączności armii                                                            | por. Juliusz Ornatowski                      |
| Adiutant                                                                        | pchor./ppor. Wacław Gawroński                |
| Adiutant                                                                        | ppor. Józef Mościcki (od 28 IV)              |
| Szef radiotelegrafii                                                            | urz. wojsk. IX r. dr inż. Tadeusz Malarski   |
| Oficer telegrafu                                                                | ppor. inż. Józef Pietruszewicz               |
| Oficer techniczny                                                               | por. Zdzisław Piątkiewicz                    |
| Kierownik kancelarii                                                            | urz. wojsk. XI r. Franciszek Wojtowicz       |
| Oficer kasowy                                                                   | ppor. Roman Loteczka                         |
| Oficer prowiantowy                                                              | ppor. Bruno Kaczkowski                       |
| Szef lotnictwa armii                                                            | kpt. pil. Stefan Bastyr († 6 VIII)           |
| Szef lotnictwa armii                                                            | mjr pil. Cedric Fauntleroy (od 11 VIII)      |
| Adiutant                                                                        | por. Zbigniew Orzechowski                    |
| Referent techniczny                                                             | por. Kazimierz Skwerczyński                  |
| Referent taktyczny                                                              | ppor. obs. Tomasz Turbiak                    |
| Oddział aero-foto                                                               | ppor. Hugo Hierse                            |
| Oficer oddziału                                                                 | ppor. Józef Zając                            |
| Komisja gospodarcza                                                             | ppor./kpt. Leon Sakowicz                     |
| Szef kolejnictwa armii                                                          | kpt. inż. Władysław Gallas                   |
| Adiutant                                                                        | por. Stanisław Hałaszyński                   |
| Sekcja 1 wojsk kolejowych                                                       | por. inż. Witold Hertel                      |
| Referent                                                                        | por. Stanisław Fabiański                     |
| Sekcja 2 transportów polowych                                                   | urz. wojsk. VIII r. dr Stanisław Maresz      |
| W sekcji                                                                        | por. Mieczysław Borowiecki                   |
| Szef inżynierii i saperów                                                       | kpt. Norbert Rustowski                       |
| Oficer szefostwa                                                                | por. Roman Chobrzyński                       |
| Oficer szefostwa                                                                | ppor. Tadeusz Wallner                        |
| Oficer szefostwa                                                                | ppor. Jan Prohaska                           |
| Oficer szefostwa                                                                | ppor. Jan Toczyski                           |
| Szef ekspozytury żandarmerii polowej                                            | por. Franciszek Gorczyca                     |
| Oficer ekspozytury                                                              | ppor. Franciszek Bieńkowski                  |
| Oficer ekspozytury                                                              | ppor. Jerzy Gaspary                          |
| Oficer ekspozytury                                                              | ppor. Tadeusz Kurzeja                        |
| Oficer ekspozytury                                                              | ppor. Leonard Szymanowski                    |
| Oficer ekspozytury                                                              | ppor. Alfred Tener                           |
| Szef intendentury armii                                                         | mjr int. Ferdynand Zatrzewski                |
| Zastępca szefa                                                                  | kpt. int. Fryderyk Golling                   |
| Oficer do zleceń                                                                | ppor. rach. Józef Czernecki                  |
| Szef wydziału żywnościowego                                                     | por. prow. Wiktor Romański                   |
| Referent żywnościowy                                                            | por. Ludwik Ładoś (od 20 V)                  |
| Oficer wydziału                                                                 | ppor. rach. Edward Banasiak                  |
| Oficer wydziału                                                                 | urz. cyw. Antoni Truchanowicz                |
| Szef wydziału ekwipunkowego i materiałowego                                     | ppor. rach. Józef Chałupka                   |
| Oficer wydziału                                                                 | ppor. rach. Józef Zborowski                  |
| Oficer wydziału                                                                 | ppor. rach. Tadeusz Wiśniewski               |
| Szef wydziału finansowego                                                       | ppor. rach. Stanisław Czerny                 |
| Oficer wydziału                                                                 | ppor. rach. Zygmunt Kiszka                   |
| Oficer wydziału                                                                 | ppor. rach. Włodzimierz Kazimierz Herzig     |
| Szef wydziału organizacyjno-personalnego                                        | ppor. rach. Kazimierz Malczewski             |
| Oficer wydziału                                                                 | ppor. rach. Ludwik Kuszczak                  |
| Oficer wydziału                                                                 | ppor. rach. Wiktor Schindler                 |
| Kierownik kancelarii                                                            | urz. cyw. Aleksander Wilusz                  |
| Kasa operacyjna                                                                 | mjr rach. Marek Steissel                     |
| Oficer kasy                                                                     | por. rach. Eligiusz Szamota                  |
| Komisja kontroli                                                                | por. Adam Langner                            |
| Oficer komisji                                                                  | ppor. rach. M. Zapotoczny                    |
| Oficer szefostwa                                                                | ppor. Bolesław Bielamowicz                   |
| Szef sanitarny armii                                                            | ppłk lek. dr Bolesław Korolewicz             |
| Adiutant                                                                        | ppor, san. Apolinary Wietrzny                |
| Zastępca                                                                        | mjr lek. dr Jakub Skarbiński                 |
| Referent pers. i szpit.                                                         | por. lek. dr Adolf Paśko                     |
| Referent higieny                                                                | kpt. lek. dr Jakub Krzemicki                 |
| Referent aptekarski                                                             | ppor. apt. mgr Roman Hanasz (IV)             |
| Referent aptekarski                                                             | por. apt. mgr Abraham Zimmring               |
| Przew. komisji zdrowotności                                                     | kpt. lek. dr Jakub Krzemicki                 |
| Członek komisji                                                                 | kpt. lek. doc. dr Napoleon Gąsiorowski (IV)  |
| Członek komisji                                                                 | kpt. lek. dr Zdzisław Steusing (IV)          |
| Członek komisji                                                                 | por. lek. dr Kazimierz Wewiórski             |
| Kierownik kancelarii                                                            | ppor. podlek. Leon Koziołkowski              |
| Kier. warszt, san. techn.                                                       | inż. Mikołaj Wołkow                          |
| Ambulatorium oddziałów sztab.                                                   | por. lek. dr Stanisław Malinowski            |
| Lekarz                                                                          | ppor. podlek. Antoni Pierzchała              |
| Oficer sanitarny                                                                | ppor. san. Tadeusz Rokicki (VI)              |
| Ambulatorium dentystyczne                                                       | kpt. lek. dr Henryk Allerhand                |
| Lekarz                                                                          | kpt. lek. dr Leon Katzner (IV)               |
| Lekarz                                                                          | ppor. podlek. Stanisław Dziubek              |
| Lekarz                                                                          | pchor. podlek. Eugeniusz Kapitain            |
| Ambulatorium dentystyczne „Tarnopol”                                            | por. lek. dent. Stanisław Beno (IV)          |
| Pełnomocnik PTCK                                                                | Hilary Bniński                               |
| Naczelny lekarz weterynarii                                                     | mjr lek. wet. Jan Gromczakiewicz             |
| Szef duszpasterstwa armii                                                       | ks. ppłk dr Jan Idee                         |
| Szef referatu sądowo-prawnego                                                   | mjr dr Zygmunt Hołobut                       |
| Szef referatu sądowo-prawnego                                                   | mjr Józef Zołotarski (VI –pocz. VIII)        |
| Szef referatu sądowo-prawnego                                                   | ppłk dr Zygmunt Hołobut                      |
| Oficer referatu                                                                 | por. Tadeusz Mitraszewski                    |
| Oficer referatu                                                                 | por. Tadeusz Skulski                         |
| Oficer referatu                                                                 | pchor. Feliks Łączewski                      |
| Szef referatu poczty polowej nr 6                                               | N.N.                                         |
| Oficer referatu                                                                 | urz. wojsk. Jan Krąpiec († 6 VII)            |
| Szef referatu samochodowego                                                     | kpt. Roman Misiągiewicz                      |
| Szef referatu koni i taborów                                                    | kpt. Władysław Czermak                       |
| Oficer referatu                                                                 | ppor. Zygmunt Dziubiński                     |
| Oficer referatu                                                                 | ppor. Stanisław Trzaska                      |
| Szef referatu ochrony zabytków                                                  | kpt. Bolesław Geber                          |
| Oficer referatu                                                                 | por. Rudolf Huber                            |
| Oficer kasowy                                                                   | por. Izydor Lang                             |
| Oficer kasowy                                                                   | ppor. Stanisław Zdziechowicz                 |
| Oficer prowiantowy                                                              | por, Marian Jastrzębski                      |
| Stołownia oficerska                                                             | por. Rudolf Pomersbach                       |
| Dowódca kompanii sztabowej                                                      | ppor. Piotrowski                             |
| Dowódca plutonu                                                                 | ppor. Andrzej Cyganik                        |
| Dowódca plutonu                                                                 | ppor. Wacław Skolimowski                     |
| Dowódca plutonu                                                                 | ppor. Roman Zieliński                        |
| Dowódca plutonu taborów                                                         | ppor. Ferdynand Dolny (od 4 VII)             |
| Oficer dowództwa                                                                | ppłk Ludwik Morawski († 6 VII)               |

| Obsada personalna dowództwa 6 Armii w okresie od 16 sierpnia do 4 września 1920 |                                                 |
| Stanowisko                                                                      | Stopień, imię i nazwisko                        |
| Dowódca armii                                                                   | gen. por. Władysław Jędrzejewski                |
| Szef sztabu                                                                     | mjr szt. gen. Włodzimierz Tyszkiewicz           |
| Adiutant                                                                        | ppor. Wiktor Otton Stabrowski                   |
| Oficer łącznikowy ND                                                            | rtm. Kazimierz Rostworowski                     |
| Oficer łącznikowy szefostwa lotnictwa                                           | por. Wilhelm Siemieński                         |
| Oficer łącznikowy szefostwa lotnictwa                                           | ppor. Wiktor Klein                              |
| Oddział I (organizacyjny)                                                       |                                                 |
| Szef                                                                            | mjr Zygmunt Janowski                            |
| Zastępca                                                                        | kpt. ad. szt. Mirosław Kalinka                  |
| Sekcja stanów liczebnych i OdB                                                  | ppor. Tadeusz Wojtoń                            |
| Sekcja uzupełnień                                                               | ppor. Józef Bauer                               |
| Oddział II (informacyjny)                                                       |                                                 |
| Szef                                                                            | por. Stanisław Neuman                           |
| Sekcja defensywy                                                                | ppor. Marian Naglicki                           |
| Oficer oddziału                                                                 | ppor. dr Stanisław Vincenz                      |
| Oficer oddziału                                                                 | ppor. Stanisław Wołowski                        |
| Oddział III (operacyjny)                                                        |                                                 |
| Szef                                                                            | kpt. szt. gen. Fryderyk Maiły                   |
| Oficer operacyjny                                                               | rtm. Edward Kalinowski                          |
| Szef sekcji 2                                                                   | por. Felicjan Sterba                            |
| Oficer rozkazodawczy                                                            | ppor. p. d. szt. gen. Remigiusz Adam Grocholski |
| Oddział IV (etapowy)                                                            |                                                 |
| Szef                                                                            | kpt. ad. szt. Edmund Sztark vel Stark           |
| Oficer oddziału                                                                 | por. Tadeusz Dąbrowski                          |
| Oficer oddziału                                                                 | por. Władysław Schmid                           |
| Referent taborów i koni                                                         | por. Stanisław Braun                            |
| Referent samochodowy                                                            | por, inż. Paweł Gryniewicz                      |
| Referent jeńców                                                                 | ppor. Stefan Wardzyński                         |
| Oddział V (personalny)                                                          |                                                 |
| po. szefa                                                                       | ppor. Stanisław Matusiak                        |
| Referent spraw personalnych                                                     | ppor. Paweł Hugon Sand                          |
| Referent służby wewnętrznej                                                     | por, Romuald Mossoczy                           |
| Szef kancelarii głównej                                                         | ppor./por. Stanisław Petry                      |
| Protokół poufny                                                                 | ppor. Kazimierz Sołtysik                        |
| Szefostwa i inne komórki                                                        |                                                 |
| Szef inżynierii                                                                 | kpt. inż. Stanisław Kowalski                    |
| Szef służby łączności                                                           | kpt. Zygmunt Grudziński                         |
| Adiutant                                                                        | ppor. Jerzy Stachiewicz                         |
| Oficer szefostwa                                                                | ppor. Józef Mościcki                            |
| Szef żandarmerii                                                                | kpt. Kazimierz Koczorowski                      |
| Oficer ekspozytury                                                              | ppor. Stanisław Raut                            |
| Referent artylerii                                                              | ppłk Tadeusz Łodziński                          |
| Oficer referatu                                                                 | kpt. dr Aleksander Martynowicz                  |
| Oficer referatu                                                                 | ppor. Kazimierz Sawicki                         |
| Szef sanitarny                                                                  | ppłk lek. dr Aleksander Domaszewicz             |
| Zastępca                                                                        | ppłk dr Józef Wojciech Topolnicki               |
| Szef intendentury                                                               | mjr int. Seweryn Lang                           |
| Oficer prowiantowy                                                              | ppor. Rafał Piotrowski                          |
| Dowódca kompanii sztabowej                                                      | ppor. Adam Markowski                            |
| Dowódca plutonu                                                                 | ppor. Ryszard Klauziński                        |

| Obsada personalna dowództwa 6 Armii w okresie od 4 września 1920 |                                            |
| Stanowisko                                                       | Stopień, imię i nazwisko                   |
| Dowódca                                                          | gen. por. Robert Lamezan-Salins            |
| Dowódca                                                          | gen. por. Stanisław Haller (od 16 IX)      |
| Adiutant                                                         | rtm. Władysław Wolański                    |
| Oficer ordynansowy                                               | por. Załuski                               |
| Szef sztabu                                                      | płk szt. gen. Jan Thullie (do 14 IX)       |
| Szef sztabu                                                      | płk Julian Stachiewicz                     |
| Adiutant                                                         | ppor. Jan Bojarski                         |
| Kwatermistrz                                                     | ppłk szt. gen. Kazimierz Rylski            |
| Adiutant                                                         | kpt. Roman Ligęza                          |
| Adiutant                                                         | ppor. Leon Urban                           |
| Oddział I (organizacyjny)                                        |                                            |
| Szef                                                             | kpt. Gwido Kawiński                        |
| Sekcja organizacji i uzupełnień                                  | ppor. Stanisław Sanetra                    |
| Sekcja OdB i stanów liczebnych                                   | por. Antoni Wyszyński                      |
| Referent wyszkolenia                                             | por. Edmund Lewandowski                    |
| Referent artylerii                                               | ppłk Jan Dąbrowski                         |
| Oddział II (informacyjny)                                        |                                            |
| Szef                                                             | por. Władysław Włoskowicz                  |
| Kierownik sekcji ofensywy                                        | ppor. Roman Żajkowski                      |
| Oficer sekcji                                                    | ppor. Zagórowski                           |
| Referent ewidencji                                               | ppor. Aleksander Krysa                     |
| referent sytuacji                                                |                                            |
| referent organizacyjny                                           |                                            |
| kierownik sekcji defensywy                                       |                                            |
| referent śledczy                                                 |                                            |
| oficer sekcji                                                    |                                            |
| referent ruchu                                                   |                                            |
| referent inwigilacyjny                                           |                                            |
| referent oświatowy                                               |                                            |
| kierownik sekcji kulturalno-oświatowej                           |                                            |
| zastępca                                                         |                                            |
| referent polityczno-prasowy                                      |                                            |
| oficer referatu                                                  |                                            |
| referent kasowy                                                  |                                            |
| Oddział III (Operacyjny)                                         |                                            |
| szef oddziału                                                    | mjr Adam Brzechwa-Ajdukiewicz              |
| kierownik sekcji rozkazodawstwa                                  |                                            |
| oficer sekcji                                                    |                                            |
| kierownik sekcji sytuacyjnej                                     |                                            |
| oficer sekcji                                                    | kpt. Władysław Kowalski                    |
| oficer gazowy                                                    |                                            |
| protokół i registratura                                          | u. wojsk. XI r. Tadeusz Ferdynand Kończy   |
| Oddział IV (Etapowy)                                             |                                            |
| szef oddziału                                                    |                                            |
| Oddział V (Personalny)                                           |                                            |
| szef oddziału                                                    |                                            |
| Szefostwo Łączności                                              |                                            |
| Szef łączności                                                   | por. Juliusz Ornatowski                    |
| Adiutant                                                         | por. Józef Greiner                         |
| Szef radiotelegrafii                                             | urz. wojsk. IX r. dr inż. Tadeusz Malarski |
| Oficer telegrafii                                                | por. Zdzisław Piątkiewicz                  |
| Oficer techniczny                                                | ppor. Edward Rauch                         |
| Kierownik kancelarii                                             | urz. wojsk. XI r. Franciszek Wojtowicz     |
| Oficer kasowy                                                    | ppor. Roman Loteczka                       |
| Oficer prowiantowy                                               | ppor. Bruno Kaczkowski                     |
| Szefostwo Lotnictwa                                              |                                            |
| Szef lotnictwa                                                   | mjr pil. Cedric Faunt le Roy               |
| Adiutant                                                         | por. obs. Adam Paleolog                    |
| Adiutant                                                         | kpt. pil. Władysław Matula (od 11 X)       |
| Oficer łączności                                                 | rtm. Zbigniew Orzechowski                  |
| Referent techniczny                                              | pchor. Andrzej Rybicki                     |
| Referent taktyczny                                               | por. obs. Kazimierz Kubala                 |
| Lekarz III dyonu                                                 | ppor. podlek. Edward Nowakiewicz           |
| Oficer szefostwa                                                 | sierż./pchor. obs. Zygfryd Piątkowski      |
| Szefostwo Inżynierii i Saperów                                   |                                            |
| Szef inżynierii i saperów                                        | mjr Norbert Rustowski                      |
| Referent personalny                                              | kpt. Roman Chobrzyński                     |
| Oficer materiałowy                                               | ppor. Tadeusz Wallner                      |
| Ewidencja dróg, mostów, robót fortyfikacyjnych                   | ppor. Wiktor Głowacki                      |
| Szefostwo Kolejnictwa                                            |                                            |
| Szef kolejnictwa                                                 | mjr inż. Władysław Gallas                  |
| Adiutant techniczny                                              | por. Stanisław Hałaszyński                 |
| Kierownik sekcji wojsk kolejowych                                | por. inż. Witold Hertel                    |
| Oficer sekcji                                                    | por. Stanisław Fabiański                   |
| Kierownik sekcji transportów polowych                            | por. Mieczysław Borowiecki                 |
| Oficer sekcji                                                    | ppor. Ignacy Birken                        |
| Dowódca pociągów pancernych                                      | mjr inż. Bolesław Peykert                  |
| Ekspozytura Żandarmerii Polowej                                  |                                            |
| Szef ekspozytury żandarmerii                                     | rtm. Ignacy Hutter                         |
| Adiutant                                                         | ppor. Franciszek Bieńkowski                |
| 1 referent śledczy                                               | por. Władysław Herzog                      |
| 2 referent śledczy                                               | ppor. Ludwik Szarowski                     |
| Dowódca plutonu sztabowego                                       | por. Tadeusz Kurzeja                       |
| Dowództwo Taborów                                                |                                            |
| Dowódca taborów                                                  | mjr Erwin Rossner                          |
| Kierownik sekcji taborów i koni                                  | mjr Władysław Czerniak                     |
| Zastępca                                                         | rtm. Zygmunt Dziubiński                    |
| Oficer sekcji                                                    | por. Edmund Kamieński                      |
| Oficer materiałowy                                               | ppor. Stanisław Trzaska                    |
| Dowódca zapasu koni                                              | por. Julian Uleniecki                      |
| Zastępca                                                         | ppor. Edmund Erdtracht                     |
| Lekarz weterynarii zapasu koni                                   | mjr lek. wet. Dominik Gregorowicz          |
| Dowódca składu i warsztatów taborowych                           | por. Michał Chajnides                      |
| Zastępca                                                         | ppor. Stanisław Feluś                      |
| Szef referatu sądowo prawnego                                    | ppłk dr Zygmunt Hołobut                    |
| Oficer referatu                                                  | por. Tadeusz Skulski                       |
| Naczelny lekarz weterynarii                                      | mjr lek. wet. Jan Gromczakiewicz           |
| Pomocnik                                                         | ppor. podlek. wet. Józef Adamek            |
| Oficer do zleceń                                                 | rtm. lek. wet. Piotr Lech                  |
| Duszpasterstwo                                                   | ks. ppłk dr Jan Idee                       |
| Szefostwo Sanitarne                                              |                                            |
| Szef sanitarny                                                   | płk lek. dr Bolesław Korolewicz            |
| Zastępca                                                         | ppłk lek. dr Jakub Skarbiński              |
| Referent higieny                                                 | mjr lek. dr Marian Stawiński               |
| Referent personalny                                              | por. lek. dr Adolf Paśko                   |
| Referent aptek                                                   | por. apt. Czesław Okólski                  |
| Adiutant                                                         | ppor. san. Apolinary Wietrzny              |
| Szefostwo Intendentury                                           |                                            |
| Szef intendentury                                                | kpt. int. Stanisław Ficowski               |
| Zastępca                                                         | kpt. int. Fryderyk Golling                 |
| Oficer do specjalnych poruczeń                                   | por, Eugeniusz Juryś                       |
| Szef wydziału żywnościowego                                      | por. Roman Borelowski                      |
| Oficer wydziału                                                  | por. Ludwik Ładoś                          |
| Oficer wydziału                                                  | ppor. Zygmunt Illeczko                     |
| Szef wydziału ekwipunkowo-materiałowego                          | por. Adam Langner                          |
| Oficer wydziału                                                  | ppor. Feliks Białkowski                    |
| Szef wydziału finansowego                                        | ppor. rach. Stanisław Czerny               |
| Oficer wydziału                                                  | ppor. Alfred Błaha                         |
| Oficer wydziału                                                  | ppor. rach. Ludwik Kuszczak                |
| Oficer wydziału                                                  | ppor. rach. Wiktor Schindler               |
| Oficer wydziału                                                  | urz. wojsk. XI r. Adam Smutny              |
| Kierownik kancelarii                                             | ppor. rach. Ludwik Kuszczak                |
| Kasa operacyjna                                                  | mjr rach. Marek Steissel                   |
| Oficer kasy                                                      | por. rach. Eligiusz Szamota                |
| Oficer kasy                                                      | urz. wojsk. XI r. Chaim Haber              |
| Kierownik referatu prawno-rekwizycyjnego                         | por. rach. dr Tadeusz Gutkowski            |
| Oficer referatu                                                  | ppor. rach. Alfred Rzędowski               |
| Oficer referatu                                                  | ppor. rach. dr Izrael Feliks Teicher       |
| Kierownik kontroli wstępnej rachunkowości                        | ppor. rach. Józef Feuerstein               |
| Oficer łącznikowy przy Intendenturze NDWP                        | urz. wojsk. XI r. Schaeffer                |
| Oficer łącznikowy przy DOG Kraków                                | por. prow. Julian Biegański                |
| Oficer łącznikowy przy DOG Lwów                                  | kpt. Rudolf Pommersbach                    |
| Oficer łącznikowy przy Intendenturze Armii URL                   | kpt. Stanisław Zakrzewski                  |
| Pomocnik                                                         | por. Wojciech Kołodziejski                 |
| Kierownik komisji skontrującej                                   | mjr rach. Leon Doppler                     |
| Stołownia oficerska intendentury                                 | ppor. prow. Bronisław Kwiatkowski          |
| Kierownik referatu samochodoweg                                  | kpt. Kazimierz Kristman Dobrzański         |
| Zastępca                                                         | kpt. Józef Wacław Rokicki                  |
| Adiutant                                                         | urz. wojsk. IX r. dr Stanisław Hardt       |
| Oficer techniczny                                                | por. Bronisław Głąb                        |
| Oficer referatu                                                  | por. inż. Paweł Gryniewicz                 |
| Oficer referatu                                                  | ppor. Michał Zamojski                      |
| Oficer zdobyczy wojennej                                         | mjr Wacław Kuehnel                         |
| Zastępca                                                         | ppor. Aleksander Denefeld                  |
| Zastępca                                                         | ppor. Stanisław Galiński                   |
| Dowódca Centralnej Stacji Rozdzielczej                           | ppor. Mieczysław Stopczyński               |
| Zastępca                                                         | ppor. Wojciech Wierzbiński                 |
| Oficer kasowy                                                    | por. Izydor Lang                           |
| Oficer prowiantowy                                               | por. Marian Jastrzębski                    |
| Oficer gospodarczy                                               | ppor. Stanisław Zdziechowicz               |
| Stołownia oficerska                                              | ppor. prow. Mianowski                      |
| Inspektor spraw jeńców                                           | płk Paweł Geissler                         |
| Referent                                                         | ppor. Józef Dura                           |
| Oficer do specjalnych poruczeń                                   | płk Edward Hohenauer                       |
| Komisarz polityczny                                              | urz. wojsk. V r. Ludwik Ramocki            |
| Kierownik głównej poczty polowej nr 6                            | urz. wojsk. IX r. Stanisław Ochalik        |
| Kontrola                                                         | urz. wojsk. X r. Zygmunt Hulka             |
| Służba kancelaryjna                                              | urz. wojsk. X r, Julian Gawiński           |
| Służba kancelaryjna                                              | urz. wojsk. X r. Feliks Tyszczyński        |
| Spedycja                                                         | urz. wojsk. X r. Eugeniusz Piotrowski      |
| Służba nadawcza odbiorcza                                        | urz. wojsk. XI r. Adam Dziubiński          |
| Spedycja                                                         | urz. wojsk. XI r. Rudolf Kram              |
| Służba przekazowa                                                | urz. wojsk. XI r. Leon Opioła              |
| Dyslokacja                                                       | ppor. Teofil Karwowski                     |
| Dowódca kompanii sztabowej                                       | por. Kamil Maniecki vel Maniewski          |
| Dowódca plutonu taborów                                          | ppor. Stanisław Trzaska                    |